# Owen (band)
Owen is een indieband uit Chicago.

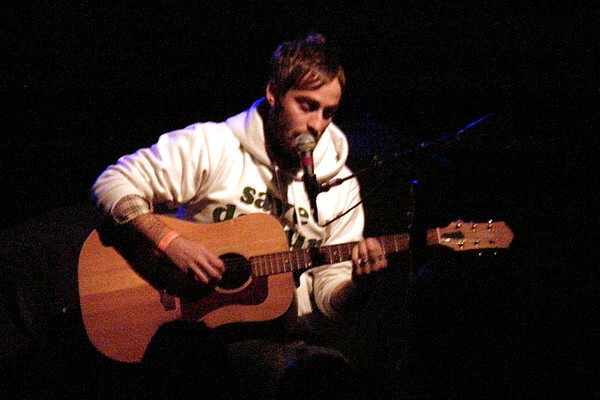
Owen

Het is het soloproject van Mike Kinsella, die ook onderdeel uitmaakt of maakte van Cap'n Jazz, Joan of Arc, Owls en American Football. In de eerste drie bands drumde Kinsella, maar bij American Football demonstreerde hij voor het eerst zijn gitaarspel. Owen kan daarom gezien worden als het vervolg daarop. Het werk bevat singer/songwriter-achtig materiaal met een minimalistische bezetting en veel gevoel voor melodie.
Naast zijn studioalbums toerde Owen onder meer met Rainer Maria, Copeland en The Appleseed Cast.

## Discografie
- Owen (2001)
- No Good for No One Now (2002)
- Dantom Sucks Theory (2003)
- The Rutabega/Owen Split EP (2004)
- (the ep) (2004)
- I Do Perceive (2004)
- At Home With Owen (2006)